# Chāhgāh-e Mīlās
Chāhgāh-e Mīlās (persiska: چاهگاه ميلاس) är en ort i Iran.   Den ligger i provinsen Chahar Mahal och Bakhtiari, i den centrala delen av landet, 500 km söder om huvudstaden Teheran. Chāhgāh-e Mīlās ligger 1 610 meter över havet och antalet invånare är 471.
Terrängen runt Chāhgāh-e Mīlās är lite bergig.Runt Chāhgāh-e Mīlās är det ganska glesbefolkat, med 38 invånare per kvadratkilometer. Närmaste större samhälle är Lordegān, 5,8 km öster om Chāhgāh-e Mīlās. Omgivningarna runt Chāhgāh-e Mīlās är i huvudsak ett öppet busklandskap.